# Université d'État de médecine de Perm
L'université d'État de médecine de Perm Wagner (Пермский государственный медицинский университет (ПГМУ) им. академика Е. А. Вагнера) est un établissement d'enseignement supérieur d'études de médecine situé à Perm en Russie. Elle doit son nom au professeur de chirurgie Evgueni Antonovitch Wagner (1918-1998) qui fut recteur de cet établissement de 1970 à 1995.

## Histoire
L'histoire de cet établissement commence en 1916 avec le département de médecine de la faculté de  physique et de mathématiques de l'université d'État de Perm. L'année suivante, il devient une faculté indépendante et en 1931 l'institut de médecine de Perm.
En 1994, l'institut devient une académie. En 2014, elle devient une université fédérale.
Son recteur depuis 2020 est le professeur de pédiatrie Natalia Vitalievna Minaïeva.

## Structure

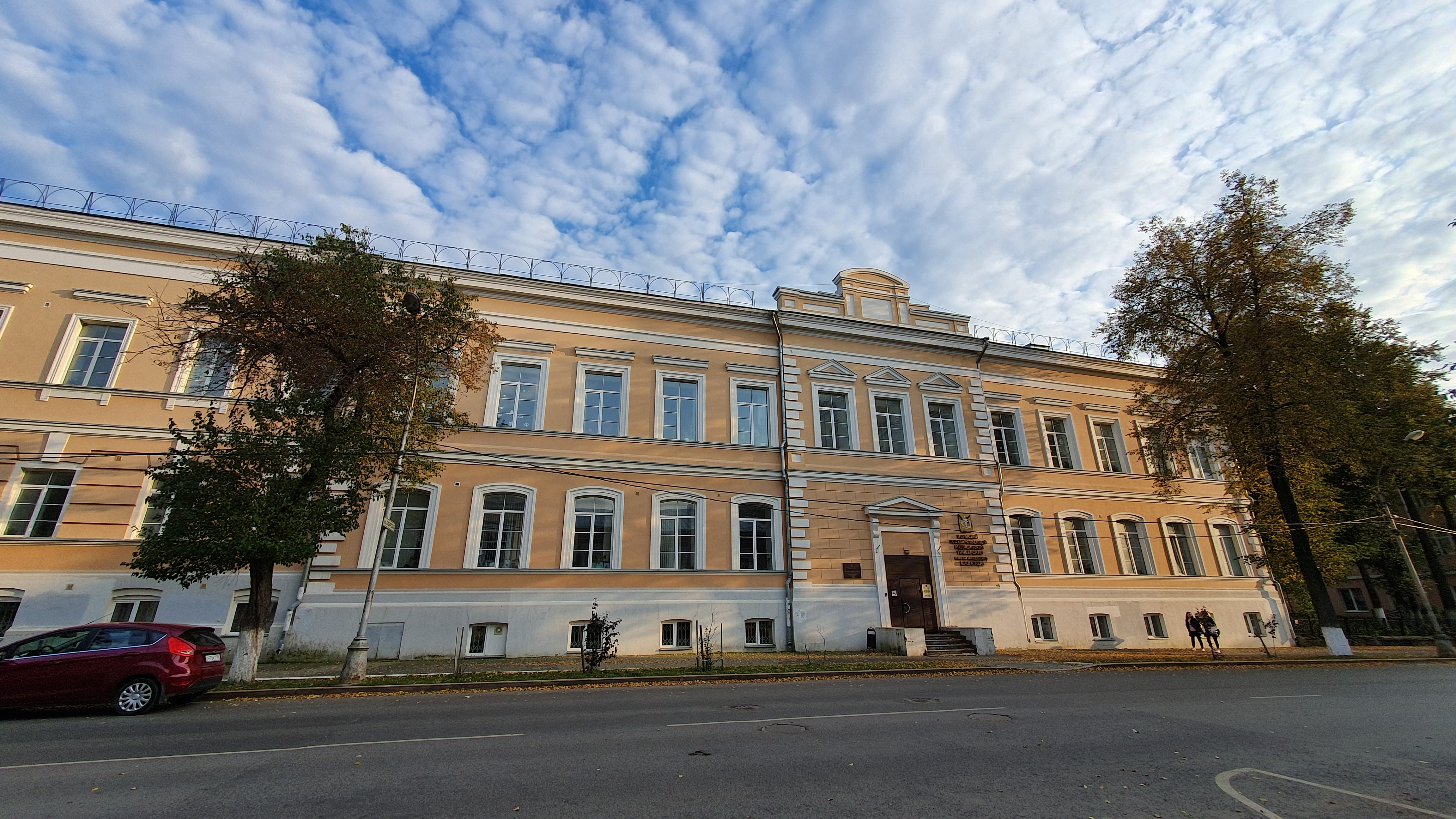
Bâtiment administratif de l'université.

L'université comprend sept facultés et une école de pharmacie, 72 chaires d'enseignement, et quatre cours indépendants, un laboratoire de recherche et une bibliothèque.
- faculté de médecine
- faculté de stomatologie
- faculté de pédiatrie
- faculté de médecine prophylactique
- faculté de travail social, de psychologie et d'enseignement supérieur de soins infirmiers
- faculté d'enseignement professionnel complémentaire
- faculté d'éducation préuniversitaire et d'apprentissage ciblé